# Amage anops
Amage anops är en ringmaskart som först beskrevs av Herbert Parlin Johnson 1901.  Amage anops ingår i släktet Amage och familjen Ampharetidae. Inga underarter finns listade i Catalogue of Life.